# Giovanni II d'Aragona
Giovanni di Trastámara (Medina del Campo, 29 giugno 1398 – Barcellona, 20 gennaio 1479) fu duca di Peñafiel dal 1414, signore di Lara, re di Navarra dal 1425 al 1479 e poi re di Aragona, Valencia, Sardegna, Maiorca e di Sicilia, re titolare di Corsica, conte di Barcellona e delle contee catalane dal 1458 al 1479.

## Origini familiari
Giovanni era il figlio terzogenito (secondo maschio) del principe di Castiglia e León, e futuro re della corona d'Aragona e di Sicilia, Ferdinando (figlio secondogenito di Giovanni I e della sua prima moglie Eleonora di Aragona) e di Eleonora d'Alburquerque (1374 - 1435), figlia secondogenita dell'infante di Castiglia e conte d'Alburquerque, Sancho Alfonso (1342-1375), e della di lui moglie, Beatrice del Portogallo (1347-1381).
Giovanni apparteneva alla famiglia reale Trastámara d'Aragona, incominciata dal padre. Per diritto ereditario era anche re di Sicilia e Sardegna.

## Biografia

### Infante di Castiglia
Giovanni, nel 1403, fu fidanzato con la principessa della casa reale di Navarra, Isabella, figlia quintogenita del re di Navarra, conte d'Évreux e duca di Nemours, Carlo III di Navarra detto il Nobile e di Eleonora Enríquez, figlia secondogenita del re di Castiglia e León, Enrico II di Trastámara e di Giovanna Manuele figlia ultimogenita dello scrittore e uomo politico, Giovanni Manuele di Castiglia, duca di Penafiel (discendente di Ferdinando III di Castiglia, che era suo nonno, mentre Alfonso X di Castiglia era suo zio) e della sua terza moglie, Bianca de la Cerda (1311-1347), figlia di Fernando de la Cerda (1272-1333) e di Giovanna Núñez di Lara (1286-1351), detta la Palomilla.
Giovanni e Isabella che, a quel tempo, avevano rispettivamente all'incirca sette anni e otto anni, rimasero fidanzati per parecchi anni; infatti la regina Eleonora, nel suo testamento, datato 27 luglio 1414, dispose per un lascito alla figlia Isabella (su hija Doña Isabel), per il suo matrimonio con Giovanni (el infante D. Juan, hijo secundo del rey D. Fernando de Aragon)
Isabella, nel 1419, avrebbe poi sposato il conte d'Armagnac, Giovanni IV, figlio del conte Bernardo VII d'Armagnac.
Nel 1406, suo padre, Ferdinando (detto anche Ferdinando di Antequera), divenne reggente del regno di Castiglia per conto del nipote, Giovanni II), minorenne (come da espressa volontà del defunto re padre di Giovanni II, Enrico III l'Infermo, fratello di Ferdinando).

### Infante d'Aragona e viceré di Sicilia
Dopo il compromesso di Caspe (1412), suo padre, Ferdinando, divenne re della corona d'Aragona e, di conseguenza, Giovanni divenne infante d'Aragona.
Suo padre, Ferdinando, divenuto re della corona d'Aragona dovendo recarsi in Aragona per prendere possesso del regno, lasciò i quattro figli maggiori, Alfonso, (il futuro re d'Aragona e di Napoli, Alfonso V), il maggiore, Maria, che, nel 1408, era stata promessa in sposa al re di Castiglia, Giovanni II, Giovanni (il futuro re d'Aragona e di Navarra, Giovanni II), ed Enrico, Gran Maestro dell'Ordine di Santiago, detti gli infanti d'Aragona, a sostituirlo alla guida della famiglia (Trastámara) reale di Castiglia; i figli maschi facevano parte anche del consiglio della corona di Giovanni II.
Quando Ferdinando venne incoronato re della corona d'Aragona, nel gennaio/febbraio 1414, a Saragozza, Giovanni fu nominato duca di Peñafiel, ed in seguito, conte di Mayorga e signore di Lara.
A Valencia il 4 gennaio 1415, fu stabilito il fidanzamento di Giovanni con Giovanna di Durazzo, figlia di Carlo III di Napoli e di Margherita di Durazzo, che nell'agosto di quello stesso anno sarebbe successa al fratello Ladislao I sul trono di Napoli, come Giovanna II. Giovanna di Durazzo aveva circa 40 anni ed era già vedova del primo marito, il duca Guglielmo I d'Asburgo, sposato nel 1401 e morto cinque anni dopo.
Il fidanzamento fu di breve durata, infatti, sempre in agosto, Giovanna II sposò Giacomo II di Borbone-La Marche.
Giovanni, nel marzo del 1415, fu inviato in Sicilia, come governatore, con il titolo di viceré di Sicilia e Sardegna, mentre il fratello Alfonso era stato richiamato in Aragona, per affiancare Ferdinando nel governo della corona d'Aragona. perché la salute del padre era malferma.

### Reggenza in Castiglia e primo matrimonio
Alla morte del padre, il 2 aprile 1416, suo fratello, Alfonso gli succedette in tutti i suoi titoli, divenendo il re della corona d'Aragona e di Sicilia e, per prima cosa, vedendo che i Siciliani, per la loro sete di indipendenza, avrebbero voluto eleggere Giovanni a re di Sicilia lo richiamò a corte e lo inviò in Castiglia ad aiutare il fratello Enrico, nella lotta che continuavano a sostenere contro Álvaro de Luna, il favorito del re di Castiglia, Giovanni II, per il controllo del governo del regno.
Nel 1418, dopo la morte della regina madre, Caterina di Lancaster, Giovanni con il fratello Enrico divenne reggente del regno di Castiglia, tenendo tale carica sino al 7 marzo 1419, giorno della maggiore età del re, Giovanni II.
Il 6 novembre del 1419, Giovanni sposò per procura, a Olite, l'erede al trono di Navarra, Bianca di Navarra, figlia terzogenita del re di Navarra, conte d'Évreux e duca di Nemours, Carlo III di Navarra detto il Nobile e di Eleonora Enríquez, figlia secondogenita del re di Castiglia e León, Enrico II di Trastámara e di Giovanna Manuele figlia ultimogenita dello scrittore e uomo politico, Giovanni Manuele di Castiglia, duca di Penafiel (discendente di Ferdinando III di Castiglia, che era suo nonno, mentre Alfonso X di Castiglia era suo zio) e della sua terza moglie, Bianca de la Cerda (1311-1347), figlia di Fernando de la Cerda (1272-1333) e di Giovanna Núñez di Lara (1286-1351), detta la Palomilla. Bianca aveva allora circa 32 anni ed era vedova, dal 1409, del re di Sicilia, Martino I detto il Giovane, da lei sposato, nel 1402.
Giovanni, il 10 giugno del 1420, si recò in Navarra per incontrare Bianca ed il matrimonio fu celebrato, il 18 giugno nella cattedrale di Pamplona.

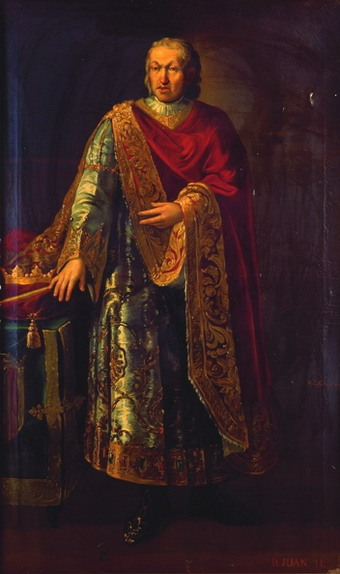
Giovanni II di Aragona e di Navarra

Giovanni ed il fratello Enrico furono costantemente in lotta con le fazioni di nobili che si opponevano alla loro invadenza, ma Enrico riuscì ad avere il controllo del cugino Giovanni II di Castiglia e a prendere il potere con il Golpe di Tordesillas, del 1419, dove il re venne sequestrato.

### Consorte della Regina di Navarra
La moglie Bianca, alla morte del padre, Carlo III, nel 1425, era diventata regina di Navarra e Giovanni, acclamato anche lui, Re di Navarra, governò la Navarra coinvolgendola nelle questioni interne della Castiglia, in cui continuava a interferire assieme al fratello, Enrico.
Nel 1427), dopo essere tornati al potere in Castiglia, Giovanni ed Enrico avevano esiliato Álvaro de Luna, che era alla guida del partito realista, ma, nel 1429, ebbero la peggio e, per appoggiare i suoi fratelli, gli infanti di Aragona, il re della corona d'Aragona, il loro fratello maggiore, Alfonso V il Magnanimo, nel 1429, invase il regno di Castiglia iniziando una guerra che terminò con il trattato di Majano del luglio 1430, con cui si pose fine all'invasione aragonese della Castiglia, Enrico e Giovanni furono esiliati in Aragona mentre tutte le loro proprietà in Castiglia vennero confiscate.
Giovanni, il 15 maggio del 1429, venne incoronato re di Navarra insieme alla moglie Bianca.
Giovanni con il fratello Enrico, nel 1435, seguì l'altro fratello, il re d'Aragona, Alfonso V, nell'impresa italiana, a cui si unì anche il quarto fratello, il minore, Pietro, che già si trovava in Sicilia. Sbarcati nel Napoletano, Giovanni e i fratelli occuparono Capua e posero l'assedio a Gaeta; poi la flotta aragonese affrontò la flotta genovese che, per conto del duca di Milano, Filippo Maria Visconti, andava a portare vettovaglie agli assediati di Gaeta; ma alla battaglia di Ponza, furono sconfitti e fatti prigionieri dai Genovesi (solo Pietro riuscì a fuggire con due galee). La loro madre, Eleonora d'Alburquerque, morì per il dolore, poco dopo aver ricevuto la notizia della cattura di tre dei suoi figli).
Furono quindi consegnati al duca di Milano, Filippo Maria Visconti.

Dopo che il Visconti aveva liberato i tre fratelli senza che fosse pagato alcun riscatto, mentre Alfonso con Pietro riprese le operazioni militari nel Napoletano, Giovanni ed Enrico ritornarono in Aragona. In quel periodo Giovanni coadiuvò, soprattutto per ciò che concerneva le operazioni militari, la cognata, Maria, la moglie di suo fratello, Alfonso V, che fu reggente (dal 1436, Maria governava la Catalogna, mentre Giovanni governava i regni di Aragona e Valencia) della corona d'Aragona, per circa 27 anni (1431-1458).
La moglie, Bianca morì il 12 febbraio 1441, a Santa María la Real de Nieva, in Castiglia dove, lasciato il governo della Navarra al figlio, Carlo, Giovanni, con il fratello Enrico, era rientrato, nel 1438, per appoggiare una rivolta nobiliare contro il Connestabile di Castiglia, Álvaro de Luna; riuscirono ad imporsi e Álvaro de Luna fu esiliato ancora una volta nel corso del 1439.

### Giovanni contro Carlo per la Corona di Navarra

Stemma di Giovanni II re d'Aragona e di Navarra

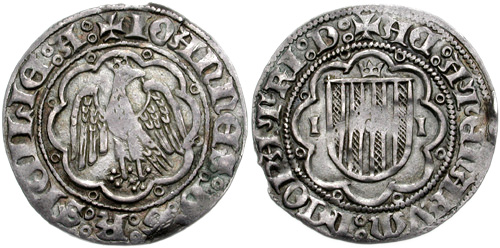
Carlino di Giovanni II.

Alla morte di Bianca, Giovanni, usurpò (invocando il testamento della moglie, che seguendo le volontà di suo padre, Carlo III il Nobile, il figlio non doveva assumere il titolo regale sinché il padre Giovanni fosse in vita) il trono di Navarra al figlio Carlo, assunse il titolo di re di Navarra, Giovanni II, lasciando al figlio il titolo di governatore della Navarra, onde poter continuare a interessarsi delle vicende della Castiglia, sino a quando subì una dura sconfitta nella prima battaglia di Olmedo, del 1445, dove suo fratello, Enrico, venne ferito a una mano e la ferita, andata in gangrena lo portò alla morte dopo circa un mese.
Giovanni nel 1443 nomina Alfonso Sidoti governatore della città di Patti, in quel periodo, pensava a risposarsi e, a Torrelobatón, il 1º aprile 1444, si era unito in matrimonio con Giovanna Enríquez (1425-1468), figlia dell'ammiraglio di Castiglia, signore di Medina de Rioseco e conte di Melgar, Federico Enríquez de Mendoza, e di Marina Fernández di Cordoba e Ayala (?-1431), signora di Casarrubios del Monte.
I contrasti tra Carlo e Giovanni iniziarono quando il figlio, dopo contatti con il conestabile Álvaro de Luna accettò una pace della Navarra con la Castiglia che il padre Giovanni, probabilmente influenzato dalla famiglia della moglie, non accettò. Il contrasto portò alla formazione di due partiti, i beamonteses, seguaci della famiglia Beaumont, partigiani di Carlo e gli agramonteses partigiani dell'antica casa nobiliare degli Agramont, per Giovanni. La guerra civile che, nel 1451, scoppiò in Navarra, si risolse con la sconfitta di Carlo nella battaglia di Aibar, del 1452, nonostante che Bianca, sorella e figlia dei due contendenti, nonché moglie dell'erede al trono di Castiglia, Enrico l'Impotente, chiedesse al suocero Giovanni II di Castiglia di aiutare il fratello, Carlo. Carlo fu fatto prigioniero e dovette promettere al padre che avrebbe rispettato le volontà testamentarie della madre e avrebbe preteso la corona di Navarra solo alla morte del padre. Dopo la liberazione, Carlo andò in esilio a Napoli, dallo zio e fratello di Giovanni, il re della corona d'Aragona e di Napoli, Alfonso V, che lo sostenne con il papa Callisto III, mentre Giovanni, nel frattempo, in accordo con il genero, Gastone IV di Foix, marito dell'altra figlia, Eleonora, stava tentando di diseredare il figlio, Carlo.

### Re della Corona d'Aragona
Morto Alfonso V, nel 1458, Giovanni fu incoronato re nel castello di Caltagirone e divenne Giovanni II, re della corona d'Aragona, mentre Carlo, rappacificato con il padre, rientrò in Navarra, dove, appena rientrato (1459), intavolò trattative per unirsi in matrimonio con la sorellastra del re di Castiglia, Enrico l'Impotente, Isabella di Castiglia; ma Giovanni e soprattutto la matrigna, Giovanna Enríquez, si opposero perché nelle loro intenzioni Isabella avrebbe dovuto sposare il loro figlio Ferdinando, di sette anni. La controversia portò nuovamente la tensione ad alti livelli tanto che Giovanni escluse il figlio, Carlo, dalla successione e ordinò che venisse arrestato, a Lleida il 2 dicembre del 1460. Carlo fu tenuto in prigione ad Aitona e poi a Morella. Le cortes catalane si riunirono il 25 febbraio del 1461 e decretarono che Giovanni dovesse liberare il figlio, cosa che fece immediatamente ed inoltre gli imposero il concordato di Villafranca, del 21 giugno 1461, in cui Carlo risultava essere il re legittimo di Navarra, il luogotenente della Catalogna ed erede della corona d'Aragona.
Carlo però, il 23 settembre di quello stesso anno, morì, circa tre mesi dopo avere ottenuto ciò che gli spettava. La sua morte fu causata, forse, da tubercolosi, però vi furono voci che attribuirono la morte ad avvelenamento, da addebitare alla regina Giovanna.
Nel frattempo la regina era stata nominata luogotenente della Catalogna. Le cortes allora si riunirono e notificarono a Giovanni ed alla regina di non mettere piede in Catalogna senza il loro permesso.
La regina, Giovanna, che già si trovava in Catalogna con il figlio Ferdinando, si rifugiò nel castello di Gerona. All'inizio del 1462 i realisti catalani, approfittando di una rivolta contadina del mese di febbraio si raccolsero in armi, dando inizio a una guerra civile. Il re Giovanni, dopo essersi alleato al genero, Gastone IV di Foix (promettendo alla figlia, Eleonora di Navarra, in eredità la corona di Navarra, anziché all'altra figlia, Bianca, che, de jure, era già regina di Navarra) chiese, con i trattati di Sauveterre e Bayonne del maggio 1462, al re di Francia, Luigi XI, l'aiuto dell'esercito francese (in cambio di 200.000 scudi e delle contee del Rossiglione e della Cerdagna) mentre le cortes catalane o Generalitat (Diputación General) organizzavano un esercito, che si diresse su Gerona dove si trovava la regina Giovanna, che assediata nella città, la difese, assieme ai suoi sostenitori molto energicamente e coraggiosamente da permettere l'intervento del re, Giovanni con l'esercito che obbligò i catalani a togliere l'assedio.

### La guerra contro la Catalogna
Mentre il re Giovanni organizzava il suo esercito composto da aragonesi, catalani e francesi, per schiacciare la rivolta, la Generalitat (le cortes catalane) emanò un decreto che dichiarava Giovanni e la regina, Giovanna, nemici della Catalogna e nel frattempo, per sostituire Giovanni, cercava un sovrano, a cui offrire la corona del regno di Aragona, tra i discendenti degli aspiranti alla corona d'Aragona, vacante alla morte del re Martino I di Aragona, nel 1410, che poi fu deciso da un arbitrato, che portò al Compromesso di Caspe, del 1412. La Generalitat offrì il trono prima (1462) al re di Castiglia, Enrico IV, poi (1463) al Connestabile del Portogallo, Pietro(discendente di Giacomo II, conte di Urgell, uno dei pretendenti al trono, nel 1410, e quindi un discendente di Alfonso IV di Aragona) ed infine (1466) al conte di Provenza, Renato d'Angiò, e la guerra si protrasse per dieci anni sino al 1472, e terminò con la capitolazione di Pedralbes, il 24 ottobre 1472.

Nel 1468 nominò il figlio Ferdinando il cattolico re di Sicilia.
Nel 1469, Giovanni era riuscito a fare sposare Ferdinando con Isabella la cattolica, coronando così il sogno della moglie, Giovanna, che era già morta da un anno, ottenendo l'aiuto della Castiglia nella guerra civile.

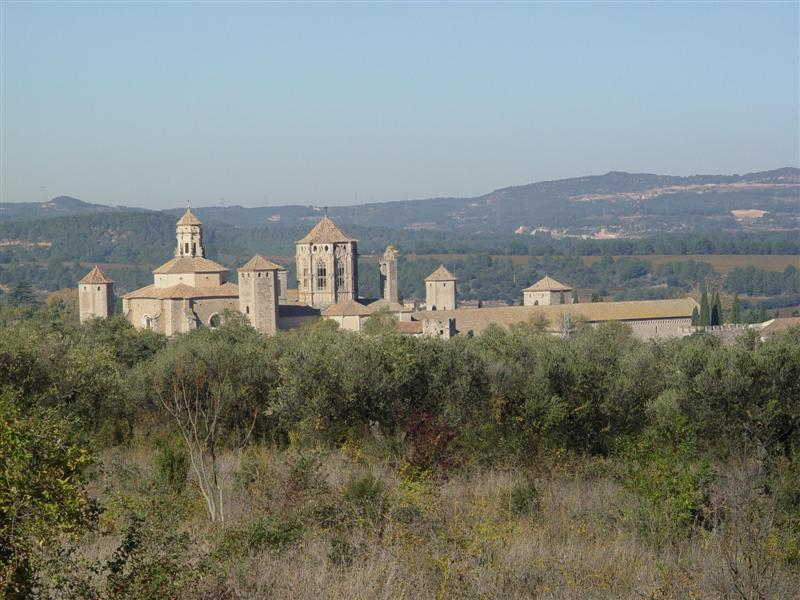
Monastero di Santa Maria di Poblet

Giovanni invece fece guerra, ma senza fortuna, al re di Francia, Luigi XI, per rientrare in possesso delle contee del Rossiglione e di Cerdagna, che, alla fine della guerra civile, aveva dovuto consegnare alla Francia, e che cercavano di resistere all'annessione. Le contee furono poi riconquistate da suo figlio, Ferdinando, il futuro Ferdinando II il cattolico, nel 1493.

### Ultimi anni ed eredità
Giovanni II prese parte anche alla guerra civile castigliana del 1474-75, in appoggio alla nuora, Isabella.
Nella vecchiaia Giovanni perse la vista a causa della cataratta, ma la recuperò grazie a un'operazione eseguita dal suo medico Abiathar Crescas, un ebreo.
Giovanni II morì a Barcellona, il 19 gennaio del 1479, all'età di 82 anni, e fu tumulato nel Monastero di Santa Maria di Poblet a L'Espluga de Francolí, a circa cento chilometri da Barcellona.
Gli succedette sul trono della corona d'Aragona Ferdinando, nato dal suo secondo matrimonio, che era già re consorte di Castiglia, associato alla moglie Isabella; mentre sul trono di Navarra gli succedette la figlia Eleonora, nata dal suo primo matrimonio, che aveva sposato Gastone IV di Foix, portando la Navarra sotto l'influenza francese.
Giovanni, che rappresentava la vecchia stirpe dei conti di Barcellona per discendenza materna mentre, da parte di padre, discendeva dal casato di Trastámara, una discendenza illegittima dei reali di Castiglia e, per diritto ereditario era anche re di Sicilia e Sardegna, è considerato uno dei sovrani più noti del XV secolo, ma anche uno dei più corrotti.

## Discendenza
Giovanni ebbe dal primo matrimonio con Bianca di Navarra quattro figli, altri quattro dal secondo matrimonio, diversi figli da alcune amanti:
- da Bianca di Navarra ebbe:
  - Carlo di Navarra (1421-1461), principe di Viana, che salì sul trono di Navarra alla morte della madre.
  - Giovanna di Aragona (1423-1425)
  - Bianca di Aragona o di Navarra (1424-1464), che, nel 1440 sposò Enrico IV di Castiglia, divenendo regina consorte di Castiglia. Divorziò nel 1453 e dopo la morte del fratello, fu regina, de jure, di Navarra ma i familiari (il padre e la sorella Eleonora) la imprigionarono, e venne in seguito uccisa per avvelenamento.
  - Eleonora (1426-1479), sposò, nel 1434 il conte di Foix Gastone IV, regina di Navarra, alla morte del padre.
- da Giovanna Enríquez ebbe:
  - Eleonora d'Aragona (1446/48-?), morta molto giovane
  - Ferdinando (1452-1516), re della corona d'Aragona.
  - Giovanna (1454-1517), sposò nel 1476 il cugino, Ferdinando I di Napoli.
  - Maria d'Aragona (1455-?), morta molto giovane.
- dall'amante Eleonora di Escobar ebbe:
  - Alfonso (1415-1495) primo duca di Villahermosa, dal 1476
- da una seconda amante della famiglia Ansa ebbe:
  - Giovanni (1429-Albalate de Cinca 19 novembre 1475), arcivescovo di Saragozza dal 1460
  - Eleonora (?-?), che sposò a Tarragona, il 22 gennaio 1468, il conestabile di Navarra, Luigi II di Beaumont conte di Lerín, figlio di Luigi I di Beaumont
  - Ferdinando (-ottobre 1452)
  - Maria, morta giovane
- da ciascuna di altre tre amanti, delle quali non si conosce né il nome né gli ascendenti, ebbe un figlio:
  - Ferdinando, gran maestro dell'ordine di San Giovanni, in Spagna
  - Alfonso, morto giovane
  - Enrico, legittimato, vescovo di Cefalù.

## Ascendenza
|                              |                         |                            | Genitori                         |  |  | Nonni |  |  | Bisnonni               |  |  | Trisnonni               |  |
|                              |                         |                            |                                  |  |  |       |  |  | Enrico II di Castiglia |  |  | Alfonso XI di Castiglia |  |
|                              |                         |                            |                                  |  |  |       |  |  | Enrico II di Castiglia |  |  | Alfonso XI di Castiglia |  |
|                              |                         | Eleonora di Guzmán         |                                  |  |  |       |  |  | Enrico II di Castiglia |  |  |                         |  |
| Giovanni I di Castiglia      |                         |                            |                                  |  |  |       |  |  | Enrico II di Castiglia |  |  |                         |  |
|                              |                         | Giovanna Manuele           | Giovanni Emanuele di Castiglia   |  |  |       |  |  |                        |  |  |                         |  |
|                              |                         | Giovanna Manuele           | Giovanni Emanuele di Castiglia   |  |  |       |  |  |                        |  |  |                         |  |
|                              |                         | Giovanna Manuele           | Bianca Núñez de Lara             |  |  |       |  |  |                        |  |  |                         |  |
| Ferdinando I di Aragona      |                         | Giovanna Manuele           |                                  |  |  |       |  |  |                        |  |  |                         |  |
|                              |                         | Pietro IV d'Aragona        | Alfonso IV d'Aragona             |  |  |       |  |  |                        |  |  |                         |  |
|                              |                         | Pietro IV d'Aragona        | Alfonso IV d'Aragona             |  |  |       |  |  |                        |  |  |                         |  |
|                              |                         | Pietro IV d'Aragona        | Teresa di Entenza                |  |  |       |  |  |                        |  |  |                         |  |
| Eleonora d'Aragona e Sicilia |                         | Pietro IV d'Aragona        |                                  |  |  |       |  |  |                        |  |  |                         |  |
|                              |                         | Eleonora di Sicilia        | Pietro II di Sicilia             |  |  |       |  |  |                        |  |  |                         |  |
|                              |                         | Eleonora di Sicilia        | Pietro II di Sicilia             |  |  |       |  |  |                        |  |  |                         |  |
|                              |                         | Eleonora di Sicilia        | Elisabetta di Carinzia           |  |  |       |  |  |                        |  |  |                         |  |
| Giovanni II di Aragona       |                         | Eleonora di Sicilia        |                                  |  |  |       |  |  |                        |  |  |                         |  |
|                              | Alfonso XI di Castiglia | Ferdinando IV di Castiglia |                                  |  |  |       |  |  |                        |  |  |                         |  |
|                              | Alfonso XI di Castiglia | Ferdinando IV di Castiglia |                                  |  |  |       |  |  |                        |  |  |                         |  |
|                              | Alfonso XI di Castiglia | Costanza del Portogallo    |                                  |  |  |       |  |  |                        |  |  |                         |  |
| Sancho Alfonso               | Alfonso XI di Castiglia |                            |                                  |  |  |       |  |  |                        |  |  |                         |  |
|                              |                         | Eleonora di Guzmán         | Pietro Núñez de Guzmán           |  |  |       |  |  |                        |  |  |                         |  |
|                              |                         | Eleonora di Guzmán         | Pietro Núñez de Guzmán           |  |  |       |  |  |                        |  |  |                         |  |
|                              |                         | Eleonora di Guzmán         | Giovanna Fernandez Ponce de León |  |  |       |  |  |                        |  |  |                         |  |
| Eleonora d'Alburquerque      |                         | Eleonora di Guzmán         |                                  |  |  |       |  |  |                        |  |  |                         |  |
|                              |                         | Pietro I del Portogallo    | Alfonso IV del Portogallo        |  |  |       |  |  |                        |  |  |                         |  |
|                              |                         | Pietro I del Portogallo    | Alfonso IV del Portogallo        |  |  |       |  |  |                        |  |  |                         |  |
|                              |                         | Pietro I del Portogallo    | Beatrice di Castiglia            |  |  |       |  |  |                        |  |  |                         |  |
| Beatrice del Portogallo      |                         | Pietro I del Portogallo    |                                  |  |  |       |  |  |                        |  |  |                         |  |
|                              |                         | Inés de Castro             | Pedro Fernández de Castro        |  |  |       |  |  |                        |  |  |                         |  |
|                              |                         | Inés de Castro             | Pedro Fernández de Castro        |  |  |       |  |  |                        |  |  |                         |  |
|                              |                         | Inés de Castro             | Aldonza Lorenzo de Valladares    |  |  |       |  |  |                        |  |  |                         |  |
|                              |                         | Inés de Castro             |                                  |  |  |       |  |  |                        |  |  |                         |  |